# プラネタリウムの一覧
プラネタリウムを設置している施設の一覧（プラネタリウムをせっちしているしせつのいちらん）

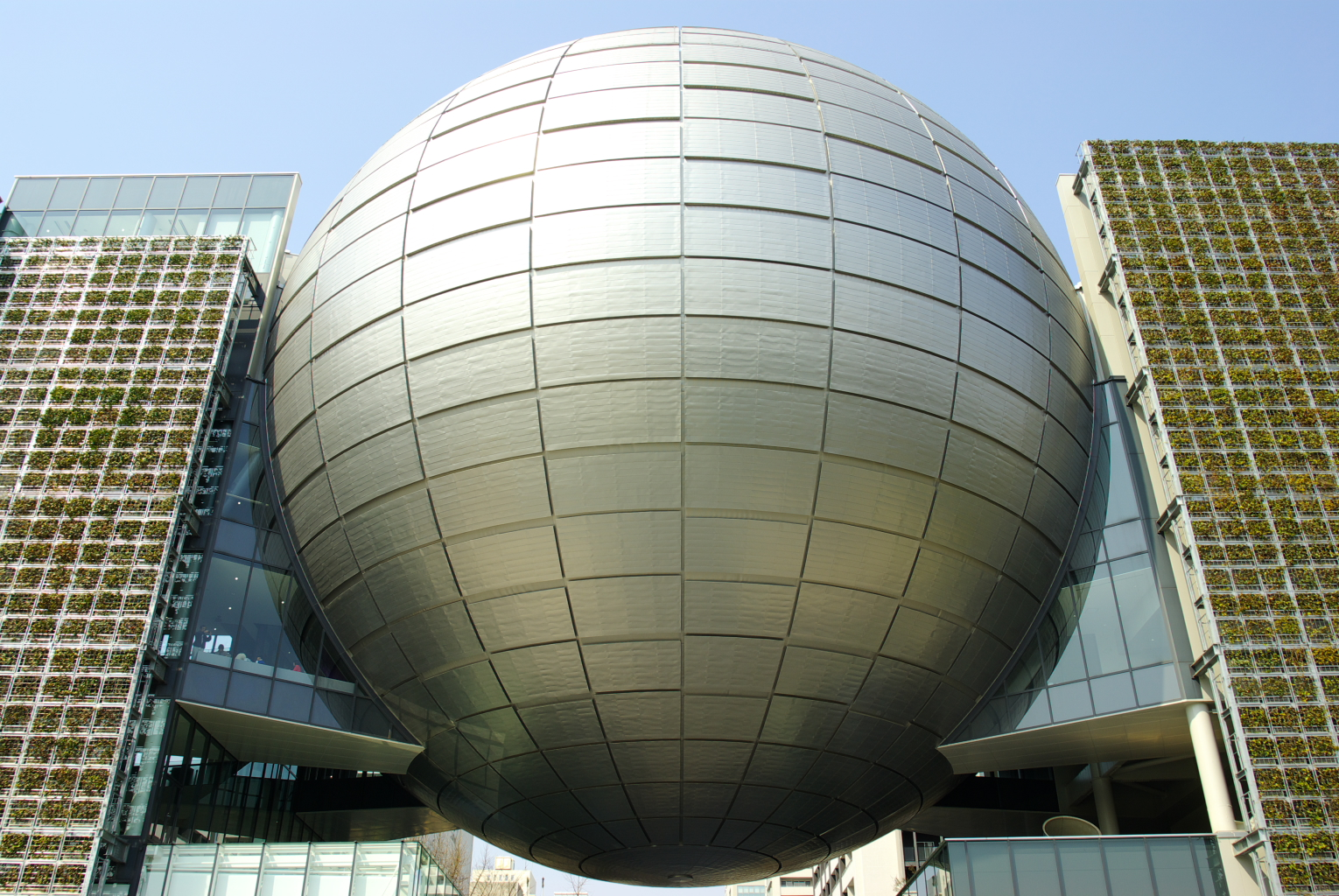
名古屋市科学館の世界最大となる内径35メートルのプラネタリウムのドーム

（学校等、通常は一般に投影を公開していない施設は除く。また、投影機については原則として現在使用中のものを表記するものである）
投影機メーカーの略称については、下記のように略記する。
五藤光学研究所…(G)
コニカミノルタプラネタリウム（旧ミノルタ製を含む）…(M)
大平技研…(Oh)
カール・ツァイス（カール・ツァイス･イエナ社製を含む）…(Z)
E&S（エバンス・アンド・サザランド）…(E)
リブラ…(L)
オリハルコンテクノロジーズ …(Or)
アストロアーツ…(A)
天窓工房 …(T)
サッポロスターライトドーム…(S)
RSA COSMOS （コニカミノルタ傘下のフランスの企業）……(R)
その他のメーカー及びワンオフの投影機についてはその都度記載する。

## 日本プラネタリウム協議会
日本プラネタリウム協議会とは、プラネタリウムの開発・運営を行う団体が加盟して、その普及や広報を行う団体のこと。各プラネタリウム設置館での投影番組の紹介や交流会などを通じて、投影番組制作や装置の技術向上などを行いプラネタリウム館での相互交流、研鑽などを行う団体のこと。
日本国内における世界天文年2009の実施支援団体でもある。

## 日本

### 北海道・東北地方
北海道
- 札幌市厚別区：札幌市青少年科学館… CHIRON III HYBRID(G)[4]
- 札幌市手稲区：サッポロスターライトドーム… MS-SAKUBOUGETU(M) + ウルトラワイドビジョン(S)
- 札幌市南区：札幌もいわ山ロープウェイ スターホール… MEGASTAR-IIB(Oh) -- 廃止
- 岩見沢市：岩見沢郷土科学館… MS-10(N)AT(M)
- 小樽市：小樽市総合博物館… ウルトラワイドビジョン(S)
- 室蘭市：室蘭市青少年科学館… GX-10T(G)
- 苫小牧市：苫小牧市科学センター… GX-AT(G)
- 旭川市：旭川市科学館 サイパル… Zeiss ZMP STARMASTER(Z) + STELLA DOME PRO(A)
- 名寄市：なよろ市立天文台きたすばる… HAKONIWA(L)
- 稚内市：稚内市青少年科学館… GX-10T(G)
- 北見市：北網圏北見文化センター… GM II-AT(G)
- 帯広市：帯広市児童会館… MS-10AT(M) + ウルトラワイドビジョン(S)
- 釧路市：釧路市こども遊学館… GEMINISTAR-II(M) + DIGISTAR II(E)
- 足寄郡陸別町：りくべつ宇宙地球科学館… MEDIAGLOBE(M)
- 厚岸郡厚岸町：厚岸町海事記念館… GX-T(G)
- 勇払郡厚真町：厚真町青少年センター… MS-8(M)

青森県
- 青森市：青森市中央市民センター… MS-10(M)
- 十和田市：十和田市生涯学習センター… GX-AT(G)
- 八戸市：八戸市児童科学館… MS-10(M)
- 弘前市：弘前文化センター… MS-10(M)

岩手県
- 盛岡市：盛岡市子ども科学館… SUPER-URANUS + VIRTUARIUM II R5(G)

宮城県
- 仙台市青葉区：仙台市天文台… CHIRON III HYBRID(G)[5]
- 大崎市：大崎生涯学習センター（パレットおおさき）… GSS-HERIOS(G)

秋田県
- 秋田市：秋田県児童会館 みらいあ… MEDIAGLOBE-III(M)
- 能代市：能代市子ども館… MS-10 AT(M)
- 横手市：秋田ふるさと村 星空探検館スペーシア… INFINIUMα + SUPER MEDIAGLOBE-II 4K(M)
- 由利本荘市：由利本荘市文化交流館 カダーレ… VIRTUALIUM II(G)
- 由利本荘市：由利本荘市スターハウス コスモワールド… MS-6(M)

山形県
- 鶴岡市：鶴岡市中央公民館… MS-10(M)
- 新庄市：最上広域市町村圏事務組合教育研究センター… MEDIAGLOBE-II(M)
- 村山市：北村山視聴覚教育センター… MS-8(M)
- 米沢市：米沢市児童会館… PANDORA II HYBRID(G)
- 西村山郡大江町：山形県朝日少年自然の家… MS-8(M)

福島県
- 福島市：福島市子どもの夢を育む施設（こむこむ）… SUPER-URANUS + VIRTUARIUM II Video(G)
- 郡山市：郡山市ふれあい科学館… SUPER-HELIOS + VIRTUARIUM II R4(G)
- いわき市：いわき市文化センター… GM-15T(G)
- 田村市：滝根町星の村天文台… MS-8(M)

### 関東地方
茨城県
- 水戸市：けんしん天体研修館プラネタリウム (小中学生限定・要予約) … MEDIAGLOBE(M)
- つくば市：つくばエキスポセンター… GEMINISTAR-III（INFINIUM L + Media Globe Σ SE)(M)
- 日立市：日立シビックセンター科学館… プレアデスシステム（MEGASTAR-IIA(ES)(Oh) + Uniview(Or)）
- 鹿嶋市：大野潮騒はまなす公園… MEDIAGLOBE-III(M)
- 常陸大宮市：パークアルカディアプラネタリウム館… MS-10AT

栃木県
- 宇都宮市：栃木県子ども総合科学館… GL-AT Space(G)
- 鹿沼市：鹿沼市民文化センター… GX-AT(G)
- 真岡市：真岡市科学教育センター… G1518si(G)

群馬県
- 前橋市：前橋市児童文化センター CHIRON II + VIRTUARIUM II(G)
- 前橋市：群馬県生涯学習センター少年科学館…GN-AT(G)
- 藤岡市：みかぼみらい館… INFINIUMγ(M) + DLA-HD100ベースプロジェクタ（JVCケンウッド）
- 太田市：ぐんまこどもの国… INFINIUMβ(M) + スライドレスシステム（パナソニック）
- 桐生市：桐生市立図書館… GS-8-S(G)
- 高崎市：高崎市少年科学館… GL-AT(G) + HAKONIWA 3(L)
- 館林市：向井千秋記念子ども科学館… SUPER MEDIAGLOBE-II 4K(M)
- 沼田市：利根沼田文化会館… GS-8(G)
- 伊勢崎市：伊勢崎市児童センター… GX-10T(G)

埼玉県
- さいたま市浦和区：さいたま市青少年宇宙科学館… CHIRON II HYBRID + VIRTUARIUM II(G)
- さいたま市大宮区：さいたま市宇宙劇場… INFINIUM21D(M)
- 朝霞市：朝霞市中央公民館… GX-10(G)
- 入間市：入間市児童センター… GX-AT(G)
- 加須市：加須未来館… MEDIAGLOBE-Σ(M)
- 川口市：川口市立科学館… GEMINISTAR III(M)(INFINIUM βII + SUPER MEDIAGLOBE-II)
- 川越市：川越市児童センター… GX-AT(G)
- 北本市：北本市文化センター… GX-T(G) + HAKONIWA(L)
- 久喜市：久喜市総合文化会館 … GMII-AT(G) + DLA-X30ベースプロジェクタ（JVCケンウッド）
- 熊谷市：熊谷市立文化センター… GSS-URANUS(G)
- 鴻巣市：鴻巣児童センター… MS-10(M)
- 越谷市：越谷市立児童館コスモス… GX-AT(G) -- 廃止
- 狭山市：狭山市立中央児童館… GX-10S(G)
- 戸田市：戸田市こどもの国… MS-10AT(M) -- 2012年廃止
- 新座市：新座市児童センター… MEDIAGLOBE-II(M)
- 飯能市：埼玉県立名栗げんきプラザ… トリビューシステム（IMAGICAイメージワークス）
- 吉川市：吉川市児童館ワンダーランド… GX-AT(G)
- 比企郡小川町：埼玉県立小川げんきプラザ… HAKONIWA 3(L)
- 大里郡寄居町：寄居町総合社会福祉センター・かわせみ荘… GS-8-T(G)

千葉県
- 千葉市中央区：千葉市科学館（Qiball）… CHIRON + VIRTUARIUM II R5(G)
- 我孫子市：千葉県手賀沼親水広場「水の館」… MS-8(M)
- 市川市：市川市少年自然の家… GMII-AT(G)
- 柏市：柏市立図書館プラネタリウム室… GE-6(G)
- 柏市：千葉県立手賀の丘少年自然の家… MS-15AT(M)
- 香取市：千葉県立水郷小見川少年自然の家… GM-II(G)
- 君津市：千葉県立君津亀山少年自然の家… MS-15(M)
- 白井市：白井市文化センタープラネタリウム… CHRONOS II(G) + STELLA DOME PRO(A)
- 銚子市：銚子市青少年文化会館… MS-10(M)
- 船橋市：船橋市総合教育センター… PANDORA II EX(G) + VIRTUALIUM X(G) [6]
- 松戸市：松戸市民会館プラネタリウム室… GS-8(G)
- 南房総市：千葉県立大房岬少年自然の家… MS-15(M)
- 長生郡長生村：長生村文化会館… GX-AT(G)

東京都
- 足立区：ギャラクシティまるちたいけんドーム… SUPER MEDIAGLOBE-II 7K(M)
- 板橋区：板橋区立教育科学館… GMII-Space(G)
- 葛飾区：葛飾区郷土と天文の博物館… GEMINISTAR Σ Katsushika(M) (INFINIUM Σ + SKYMAX DSII-R2)
- 葛飾区：プラネターリアム銀河座（證願寺内）… コスモスター0号機 (PENTAX) + デジタル銀河座(A)
- 江東区：日本科学未来館… MEGASTAR-II COSMOS(Oh) + VIRTUARIUM II 3D(G)
- 品川区：品川区立五反田文化センター… CHRONOS II + VIRTUARIUM II HD(G)
- 渋谷区：渋谷区文化総合センター大和田… GEMINISTAR III (M) (INFINIUM S + SKYMAX DSII-R2)
- 新宿区：新宿区立教育センター… G1014si(G)
- 墨田区：コニカミノルタプラネタリウム天空 in 東京スカイツリータウン … GEMINISTAR III TENKU (INFINIUM S + SUPER MEDIAGLOBE-II 4K)
- 世田谷区：世田谷区教育会館… CHIRON + VIRTUARIUM II(G)
- 中央区：中央区立郷土天文館… VIRTUARIUM II(G)
- 千代田区：科学技術館… プレアデスシステム
- 豊島区：コニカミノルタプラネタリウム満天 in Sunshine city… GEMINISTAR III (M) (INFINIUM Σ + SKYMAX DSII-R2)
- 中野区：なかのZERO… GMII-Space(G)
- 多摩市：ベネッセ・スター・ドーム… PT-GZ8700（パナソニック）
- 西東京市：多摩六都科学館… CHIRON II + VIRTUARIUM II(G)
- 八王子市：コニカミノルタ サイエンスドーム… GEMINISTAR III(M) (INFINIUM L + SKYMAX DSII)
- 東大和市：東大和市立郷土博物館… MEGASTAR-IIB(Oh) + STELLA DOME PRO(A)
- 府中市：府中市郷土の森博物館… GL-AT(G) + STELLA DOME PRO(A)

神奈川県
- 横浜市磯子区：はまぎんこども宇宙科学館… SUPER-HELIOS + VIRTUARIUM II(G)
- 厚木市：神奈川工科大学厚木市子ども科学館… MEGASTAR-IIB(Oh) + STELLA DOME PRO(A)
- 伊勢原市：伊勢原市立こども科学館… GSS-II + VIRTUARIUM II(G)
- 川崎市多摩区：かわさき宙と緑の科学館… MEGASTAR-III Fusion(Oh) + STELLA DOME PRO(A) + Uniview(Or)
- 相模原市中央区：相模原市立博物館… GSS-HELIOS(G)
- 藤沢市：湘南台文化センターこども館… CHIRON + VIRTUARIUM II(G)
- 平塚市：平塚市博物館… PANDORA(G) + VIRTUARIUM X(G) + STERRA DOME PRO(A) + Uniview(Or)

### 中部地方
新潟県
- 新潟市：新潟県立自然科学館…CHRONOS II EX + VIRTUARIUM II(G)
- 長岡市：長岡市青少年文化センター…MS-10AT(M)
- 柏崎市：柏崎市立博物館… ORPHEUS HYBRID + VIRTUARIUM X(G)
- 十日町市：ドーム中里きらら…MS-6(M)
- 村上市：村上市教育情報センター…GX-AT(G)
- 上越市：上越青少年文化センター…GS-AT(G)
- 上越市：上越清里星のふるさと館…GS-AT(G)
- 魚沼市：堀之内公民館…MS-6(M)

富山県
- 富山市：富山市科学博物館… VIRTUARIUM II(G)
- 黒部市：黒部市吉田科学館… MS-20AT(M)
- 中新川郡立山町：国立立山青少年自然の家…MS-6(M)

石川県
- 金沢市：いしかわ子ども交流センター… SKYMAX DSII-R2(M)
- 金沢市：金沢市キゴ山天体観察センター… MEGASTAR-Neo-Kanazawa(Oh) + STELLA DOME PRO(A)
- 加賀市：加賀市立山中児童センター… GS-8T(G)
- 加賀市：世界のガラス館… レーザースキャン(M)
- 能美市：根上学習センター… MEDIAGLOBE-II(M)
- 羽咋市：コスモアイル羽咋… HAKONIWA(L)
- 鳳珠郡能登町：石川県柳田星の観察館「満天星」… PANDORA + VIRTUARIUM X(G)

福井県
- 福井市：福井運動公園こどもの国… MS-10(M)
- 福井市：福井市自然史博物館分館（セーレンプラネット、ハピリン内）… VIRTUARIUM X(G)
- 大野市：福井県自然保護センター… GEII-T(G)
- 坂井市：福井県児童科学館… GSS-HELIOS(G)
- 敦賀市：敦賀市立児童文化センター… PANDRA HYBRID(G)

山梨県
- 甲府市：山梨県立科学館… プレアデスシステム（MEGASTAR-IIA Kaisei(Oh) + STELLA DOME PRO(A) + Uniview(Or)）

長野県
- 長野市：長野市立博物館… GSS-URANUS(G) + HAKONIWA 2(L)
- 松本市：松本市教育文化センター… Super-MEDIAGLOBE(M)
- 上田市：上田創造館… GX-AT(G) + STELLA DOME PRO(A)
- 飯田市：飯田市美術博物館… Super-MEDIAGLOBE II(M)
- 伊那市：長野県伊那文化会館… GX-AT(G) + HAKONIWA 2(L)
- 中野市：中野市立博物館… GX-AT(G)
- 大町市：大町エネルギー博物館… 4D2U 3Dデジタル投影システム「Mitaka」(T)
- 佐久市：佐久市子ども未来館… GSS-URANUS(G)
- 南佐久郡南牧村：南牧村農村文化情報交流館（ベジタボール・ウィズ）… デジタルプロジェクター（銀河社）
- 諏訪郡原村：八ヶ岳自然文化園… GX-AT(G)
- 上水内郡小川村：小川プラネタリウム館… MS-8(M)

岐阜県
- 岐阜市：岐阜市科学館… INFINIUM 21D(M)
- 大垣市：スイトピアセンター… GSS-II(G)
- 各務原市：各務原市少年自然の家… GM-II(G)
- 下呂市：下呂温泉合掌村ドリーム館
- 関市：関市まなびセンター… MEGASTAR-ZERO(O)（非常設施設）
- 安八郡安八町：ハートピア安八… MEDIAGLOVE(M)
- 揖斐郡揖斐川町：藤橋城・西美濃プラネタリウム… MEGASTAR-IIB(Oh) + STELLA DOME PRO(A) + Triview2000(T)

静岡県
- 伊東市：岩崎一彰・宇宙美術館… MEDIAGLOBE(M)
- 浜松市：浜松科学館… CHIRON III HYBRID(G)
- 富士市：道の駅富士川楽座… MEGASTAR-IIB(Oh) + STELLA DOME PRO(A)
- 富士宮市：静岡県立朝霧野外活動センター… コスモリープ10(M)
- 三島市：三島市立箱根の里 … GS-T(G)
- 焼津市：ディスカバリーパーク焼津… GEMINISTAR-III Yaizu(M)(INFINIUMγII + SKYMAX DSII-R2)
- 田方郡函南町：月光天文台…デジタリウム カッパー（デジタリス）

愛知県
- 名古屋市中区：名古屋市科学館… UNIVERSARIUM IX(Z) + SKYMAX DSII-R2(M)
- 安城市：安城市文化センター… GMII-AT(G) + HAKONIWA(L)
- 一宮市：一宮地域文化広場 … GMII-AT(G)
- 刈谷市：夢と学びの科学体験館… CHRONOS II + VIRTUARIUM II(G)
- 小牧市：小牧中部公民館… GX-AT(G)
- 津島市：津島市児童科学館 … MS-10(M)
- 豊川市：豊川市中央図書館 ジオスペース館… INFINIUMγII + レーザースキャン(M)
- 豊田市：とよた科学体験館… GEMINISTAR-III(M)(INFINIUM S + SKYMAX DSII-R2)
- 豊橋市：豊橋市視聴覚教育センター… PANDORA + VIRTUARIUM II R4(G)
- 半田市：半田空の科学館… MS-18(M)
- 北設楽郡東栄町：東栄町森林体験交流センター「スターフォレスト御園」… MS-6(M)

### 近畿地方
三重県
- 津市：岡三デジタルドームシアター 神楽洞夢（かぐらどうむ）… プレアデスシステム
- 松阪市：みえこどもの城 … INFINIUM 21D(M) + VIRTUARIUM II(G)
- 鈴鹿市：鈴鹿市文化会館 … GM-II SPACE(G)
- 四日市市：四日市市立博物館… CHIRON 401 + VIRTUARIUM II(G)
- 桑名市：長島ふれあい学習館 … MEDIAGLOBE(M)
- 員弁郡東員町：東員町総合文化センター… MS-10 AT(M)

滋賀県
- 大津市：大津市科学館… Super MEDIAGLOBE-II(M)
- 大津市：大津市比良げんき村 星の博物館… E-5(G)
- 守山市：琵琶湖マリオットホテル デジタルスタードーム ほたる… INFINIUM 21D + Super MEDIAGLOBE　Σ(M)

京都府
- 京都市：京都市青少年科学センター… オルフェウス(G) + STELLA DOME PRO(A) + ステラシアター(R) (SONY VPL-GTZ270 2台で投影)[7]
- 向日市：向日市天文館… MEDIAGLOBE-III(M)
- 木津川市：きっづ光科学館ふぉとん… SUPER MEDIAGLOBE-II(M)
- 城陽市：文化パルク城陽… INFINIUMα(M) + PT-DZ8700ベースプロジェクタ（パナソニック）
- 南丹市：るり渓温泉 遊星館… MEDIAGLOBE(M) (2019年10月より休止中)[8]
- 福知山市：福知山市児童科学館… GX-AT(G) + DLA-X3（JVCケンウッド）
- 舞鶴市：エル・マールまいづる… GSS-CHRONOS(G)
- 京丹後市：京丹後市星空体験学習室 童夢(ドーム)… MEDIAGLOBE(M)

大阪府
- 大阪市北区：大阪市立科学館… INFINIUM Σ-Osaka(M) + MEDIA GLOBE Σ SE(M)[9]
- 池田市：五月山児童文化センター… GE II-T(G)
- 茨木市：おにクル(きたしんプラネタリウム)… Media Globe Σ SE（2.2KSEL）[10]
- 東大阪市：ドリーム21(東大阪市立児童文化スポーツセンター)… INFINIUM 21D(M)
- 堺市中区：ソフィア・堺(堺星空館)… GEMINISTAR-III(M)(INFINIUM-β + SUPER MEDIAGLOBE-II)
- 大阪狭山市：大阪狭山市立公民館… MS-8(M)
- 富田林市：すばるホール… GSS-II(G)

兵庫県
- 神戸市中央区：バンドー神戸青少年科学館… GSS-KOBE + VIRTUARIUM II(G)
- 伊丹市：伊丹市立こども文化科学館 … MEGASTAR-IIB itami(Oh) + STELLA DOME PRO(A)
- 明石市：明石市立天文科学館…  Carl Zeiss JENA Universal 23/3(Z)
- 加古川市：加古川総合文化センター プラネタリウム館… MS-10 AT(M)
- 姫路市：姫路科学館… GEMINISTAR IV(M)(INFINIUMα NEO + SUPER MEDIAGLOBE-II 4K)
- 西脇市：にしわき経緯度地球科学館 テラ・ドーム… STELLA DOME PRO(A)
- 川辺郡猪名川町：猪名川天文台… MEDIAGLOBE-III(M)

奈良県
- 奈良市：奈良市教育センター… MEGASTAR-ZERO(O)
- 五條市：大塔コスミックパーク 星のくに… MS-10(M)

和歌山県
- 和歌山市：和歌山市立こども科学館… MS-10 AT(M)
- 海草郡紀美野町：紀美野町みさと天文台… MEDIAGLOBE-II(M)

### 中国・四国地方
鳥取県
- 鳥取市：鳥取市さじアストロパーク… GEII-T(G)
- 米子市：米子市児童文化センター… GX-AT(G)

島根県
- 出雲市：出雲科学館… MEDIAGLOBE(M)
- 大田市：島根県立三瓶自然館サヒメル… INFINIUMβ改 + SUPER MEDIAGLOBE-II(M)
- 鹿足郡津和野町：安野光雅美術館… コスモリープ8(M)

岡山県
- 岡山市：人と科学の未来館サイピア(岡山県生涯学習センター)…CHRONOS II + VIRTUARIUM II(G)
- 浅口市：岡山天文博物館…MS-10 + MEDIAGLOBE-III(M)
- 倉敷市：ライフパーク倉敷科学センター… CHIRON III HYBRID(G)

広島県
- 広島市中区：広島市こども文化科学館… MS-20AT(M)
- 廿日市市：山陽スペースファンタジープラネタリウム… コスモリープ10(M)
- 府中市：府中市こどもの国… INFINIUMγ(M)
- 三原市：宇根山天文台… STELLA DOME PRO(A)
- 三次市：ジミー・カーターシビックセンター… MS-10(M)

山口県
- 山口市：山口県児童センター… GM-II(G)
- 宇部市：宇部市視聴覚教育センター… S-3(G)
- 山陽小野田市：山陽小野田市青年の家… MS-10(M)

徳島県
- 板野郡板野町：徳島県立あすたむらんど… SUPER-HELIOS(G)

香川県
- 高松市：さぬきこどもの国… GSS-HELIOS + VIRTUARIUM II(G)

愛媛県
- 松山市：松山市総合コミュニティセンターコスモシアター… GSS-I + Qシステム(G)
- 西条市：西条市こどもの国… MS-10AT(M)
- 西予市：三瓶文化会館… MS-6(M)
- 新居浜市：愛媛県総合科学博物館… SUPER-HELIOS + VIRTUARIUM II(G)
- 新居浜市：新居浜市市民文化センター… MS-8(M)
- 上浮穴郡久万高原町：久万高原天体観測館… GE-II T(G)

高知県
- 高知市：高知みらい科学館… ORPHEUS HYBRID + VIRTUARIUM X(G)

### 九州・沖縄地方
福岡県
- 福岡市中央区：福岡市科学館… Gemini Star Σ Fukuoka (M) (Infinium Σ + Media Globe Σ)
- 北九州市八幡東区：北九州市立児童文化科学館… G1920si(G)
- 久留米市：福岡県青少年科学館… CHIRON + VIRTUARIUM II Laser(G)
- 宗像市：宗像ユリックスプラネタリウム…  Zeiss SKYMASTER ZKP4(Z) + STELLA DOME PRO(A) + Uniview(Or)
- 大牟田市：大牟田文化会館… MS-10 AT (M)
- 八女市：星の文化館… MEDIAGLOBE(M)

佐賀県
- 武雄市：佐賀県立宇宙科学館… GEMINISTAR-III(M)(INFINIUMγ-II + SUPER MEDIAGLOBE-II + DYNAVISION-4K)
- 唐津市：唐津市少年科学館… MS-6(M)

長崎県
- 長崎市：長崎市科学館… CHIRON II + VIRTUARIUM II(G)
- 佐世保市：佐世保市児童文化館… VIRTUARIUM II(G)

大分県
- 豊後高田市：大分県香々地青少年の家…INFINIUMγ + SUPER MEDIAGLOBE-II(M)
- 佐伯市：大分県マリンカルチャーセンター…MS-10(N)AT (M)
- 玖珠郡九重町：九重青少年の家… MEGASTAR-Neo(Oh) + STELLA DOME PRO(A)

熊本県
- 熊本市: 熊本市立熊本博物館…CHRONOS II + VIRTUARIUM II(G)
- 南阿蘇村:南阿蘇ルナ天文台… MO-6P(M) + STELLA DOME PRO(A)(M)
- 上天草市: ミューイ天文台… E-5(G)
- 人吉市: カルチャーパレス… MS-10 AT (M)

宮崎県
- 宮崎市：宮崎科学技術館… SUPER-HELIOS + VIRTUARIUM X(G)
- 都城市：たちばな天文台… Stella-Studio.100(T)
- 小林市：北きりしまコスモドーム… GS-AT(G)

鹿児島県
- 鹿児島市：鹿児島市立科学館… CHIRON + VIRTUARIUM II Laser(G)
- 鹿児島市：鹿児島県立博物館… GX-10AT(G)
- 姶良市：スターランドAIRA… GEII-T(G)
- 鹿屋市：リナシティかのや 情報プラザ… HAKONIWA(L)
- 薩摩川内市：薩摩川内市立少年自然の家… GS-AT(G)

沖縄県
- 那覇市：牧志駅前ほしぞら公民館… CHRONOS II + Virtualium II(G)[11]
- 石垣市：美ら星ゲート いしがき島星ノ海プラネタリウム… MEDIAGLOBE Σ(M)
- 国頭郡本部町：国営沖縄記念公園・海洋文化館… CHIRON + VIRTUARIUM II(G)

## 日本国外
大陸、国・地域、都市名の五十音順。

### アジア

#### 韓国
- 果川市：国立果川科学館
- ソウル：国立子供科学館

#### 台湾
- 台中：国立自然科学博物館・太空劇場
- 台北：台北市天文科学教育館 (外部リンク先に音楽あり、要注意)

#### 中国
- 上海：上海天文館 - 2017年新装開館
- 大連：大連市青少年宮・天象庁（Z）、遼寧師範大学、大連艦艇学院
- 北京：北京天文館（Z）
- 香港：香港太空館（Hong Kong Space Museum）

### アフリカ

#### エジプト
- アレクサンドリア：プラネタリウム科学センター（英語版）

### アメリカ・北

#### アメリカ合衆国
- サンフランシスコ： カリフォルニア科学アカデミー(California Academy of Sciences）博物館のモリソン・プラネタリウム（Morrison Planetarium） - ゴールデンゲートブリッジ近く
- シカゴ： アドラー・プラネタリウム・アンド・天文学博物館 (Adler Planetarium & Astronomy Museum) - ダウンタウン南部
- ニューヨーク： ヘイデン・プラネタリウム（Hayden Planetarium、アメリカ自然史博物館に併設）- セントラル・パーク近く

### アメリカ・南

#### ブラジル
- サンパウロ：カルモ・プラネタリウム (Carmo Planetarium)

### オセアニア

#### オーストラリア
- パース：サイテック・プラネタリウム (Scitech Planetarium)

### ヨーロッパ

#### イギリス
- ロンドン：ピーター・ハリソン・プラネタリウム (Peter Harrison Planetarium)

#### イタリア
- アンツィ：アンツィ天文台・プラネタリウム (Planetario Osservatorio astronomico di Anzi)
- ピーノ・トリネーゼ：トリノ・プラネタリウム (Museo dell'astronomia e Planetario di Torino)…DIGISTAR 5
- ミラノ：ミラノ・プラネタリウム…Zeiss IV
- ラヴェンナ：ラヴェンナ・プラネタリウム (Planetario di Ravenna)…Zeiss ZKP 2
- レッコ：レッコ市立プラネタリウム  (Planetario civico di Lecco)…Gambato
- ルゼルナ・サン・ジョヴァンニ：ルゼルナ・サン・ジョヴァンニ天文台 (Osservatorio astronomico di Luserna San Giovanni)
- ローマ：プラネタリウム・天文学博物館 (Planetario e museo astronomico)…R.S. Automation SN88

#### ドイツ
- ミュンヘン：ドイツ博物館

#### フランス
- パリ：シテ科学産業博物館　プラネタリウム
- トゥールーズ：シテ・ド・レスパス　プラネタリウム

#### ベラルーシ
- ミンスク：中央児童公園

#### ロシア
- サンクトペテルブルク：サンクトペテルブルク・プラネタリウム
- モスクワ：モスクワ・プラネタリウム

## かつてあったプラネタリウム
廃止・休止した施設や期間限定の施設で、主だった施設を下記に記す。
- 全国巡回
- スペースボール[12][13][14]・・テレビ東京・・MEGASTAR ＋ プロジェクター19台で、10mの球状スクリーン全体に映像を映し出すシステム。

宮城県
- 仙台市こども宇宙館 2007年閉館、仙台市天文台（新天文台）へ統合。

福島県
- 郡山市児童文化会館（現ミューカルがくと館） 2001年郡山市ふれあい科学館開館により統合。

千葉県
- 千葉市郷土資料館 2007年天文事業終了、千葉市科学館へ統合。[15]
- 習志野市教育センター… GMII-AT(G) 平成22年4月より一般公開休止中。[16]
- 八千代市少年自然の家… MS-15(M) 令和2年4月より老朽化の為、休止中。[17][18]

埼玉県
- 川口市立児童文化センター　川口市立科学館へ移行。[19]

東京都
- 東日天文館　1931年11月開設、1945年空襲で焼失。
- 天文博物館五島プラネタリウム　東急文化会館　1957年4月開設、2001年3月閉館。
  - 投映に用いられてきたカール・ツァイス製の投影機などは、東京急行電鉄の好意により渋谷区に譲渡され、渋谷区立教育センターにて保管されている。
- 新世界（屋上）　1959年11月開設、1972年取壊し。
- 東急まちだスターホール　2008年3月閉館。
- 日本橋HDDVDプラネタリウム 日本橋にあった期間限定の施設。メガスター-IIが設置されていた。
- 荒川区プラネタリウム館… S-3(G) 平成25年3月閉館。
- ソニー・エクスプローラーサイエンス・メディアージュ… ソニー・スタープロジェクター 平成22年で上映終了。
- 北とぴあ・スペースゆう… GSS-II(G) 平成26年3月末で閉館。
- 杉並区立科学館… GMII-Space(G) 平成27年3月末でプラネタリウム休止。
- すみだ学習ガーデン （ユートリア・スターガーデン）… GSS-HELIOS(G) 平成25年3月末で閉館。
- 青梅市立教育センター … M-1(G) 2011年3月で閉館。

新潟県
- 弥彦総合文化会館　現在プラネタリウムは休館中。… MS-8(M)
- 昭徳稲荷神社付属施設いなり記念館　妙高市大字二俣1562にある。現在休館中。… MS-8(M)

富山県
- 魚津市立西部中学校　現在、投影機が黒部市吉田科学館にて保存されている[20]。

岐阜県
- 岐阜プラネタリウム … ZKP-1(Z) 　岐阜市瑞龍寺山（通称:水道山）に存在。1984年閉館。使用されていた投影機（カール・ツァイス・イエナZKP-1型）は岐阜市科学館にて保存されている。
- 飛騨プラネタリウム… HAKONIWA 2(L)　た高山市に存在。元は大野郡清見村の施設。2023年閉館。

静岡県
- 浜松市児童館 浜松科学館に移行。興和製のプラネタリウムが投影に用いられていた。

愛知県
- 名古屋パルコアストロドーム

大阪府
- 大阪市立電気科学館　1989年閉館 大阪市立科学館となる。
- 吹田市立千里市民センター… MS-10(M) 2012年8月から休止。
- 星の里いわふね… MS-10 AT(M) 投影休止中。
- 摂津市総合福祉会館… MO-6P(M) 2006年3月末で閉館。
- ムーブ21(守口市生涯学習情報センター)… GSS-HELIOS(G) 2009年3月から一般投影休止。
- 堺市ふれあいセンター… MS-10 AT(M) 2011年3月末で閉館。
- マドカホール(岸和田市立文化会館)… MS-10 AT 2006年12月から休止。
- 松原市民図書館… MS-10(M) 投影休止中。
- 茨木市立中央公民館天文観覧室… MS-8(M) + STELLA DOME PRO(A) + HAKONIWA(L) 2023年8月20日におにクルへ移転。[21]

奈良県
- 生駒コズミックシアター

和歌山県
- かわべ天文公園… コスモリープ10(M) 2014年12月から休止。

島根県
- 松江テルサ

香川県
- 高松市市民文化センター… GX-AT(G)　2012年3月11日閉館。
- レオマワールド　デジスター2が設置されていた。

福岡県
- 福岡市立少年科学文化会館… GSS-URANUS(G) 福岡市科学館に代替される形で廃止。

宮崎県
- 宮交シティ宇宙ミュージアム　プラネタリウムドームと全天映像ドームが別々にあった。
- ヘルストピア延岡… GX-AT(G) 休止中。

沖縄県
- 那覇市久茂地公民館: M-1(マース)118号機(G)。老朽化により2011年4月閉館。牧志駅前ほしぞら公民館に機能移転。